# 拜占庭禮天主教魯斯基克爾斯圖爾聖尼各老教區
拜占庭禮天主教魯斯基克爾斯圖爾聖尼各老教區是一個東儀天主教教區，直屬聖座。
宗座代牧區於2003年6月28日成立，包括塞爾維亞和黑山，惟2013年1月19日，代牧區的範圍縮減至僅限於塞爾維亞，黑山的拜占廷禮教友改由黑山的拉丁禮教會牧養。2018年12月6日，教宗方濟各將其地位由宗座代牧區升為教區並任命首任主教。
教座位於伏伊伏丁那的魯斯基-克斯圖爾。2009年有教友22,369人、廿一個堂區、十八名司鐸。現任教區主教為久拉·朱扎爾。